# 文琴佐·钦克
文琴佐·钦克（Vincenzo Cinque，1852年—1929年）是一位意大利雕塑家。他的作品风格为古典，同时注重纯现实主义，通常描绘一些民间题材，灵感来源于他家乡的特色人物：渔夫、普通人和斯库尼兹。